# Joshua Larkin
Joshua Larkin (* 5. Dezember 1989 in Melbourne) ist ein ehemaliger australischer Squashspieler.

## Karriere
Joshua Larkin begann seine professionelle Karriere im Jahr 2007 und gewann sieben Titel auf der PSA World Tour. Seine höchste Platzierung in der Weltrangliste erreichte er mit Rang 60 im Februar 2018. Das bislang beste Resultat auf der World Tour gelang ihm 2016 bei den Edmonton Open, als er sich für das Hauptfeld des Turniers der Kategorie PSA 35 qualifizieren konnte.

## Erfolge
- Gewonnene PSA-Titel: 7